# كمين

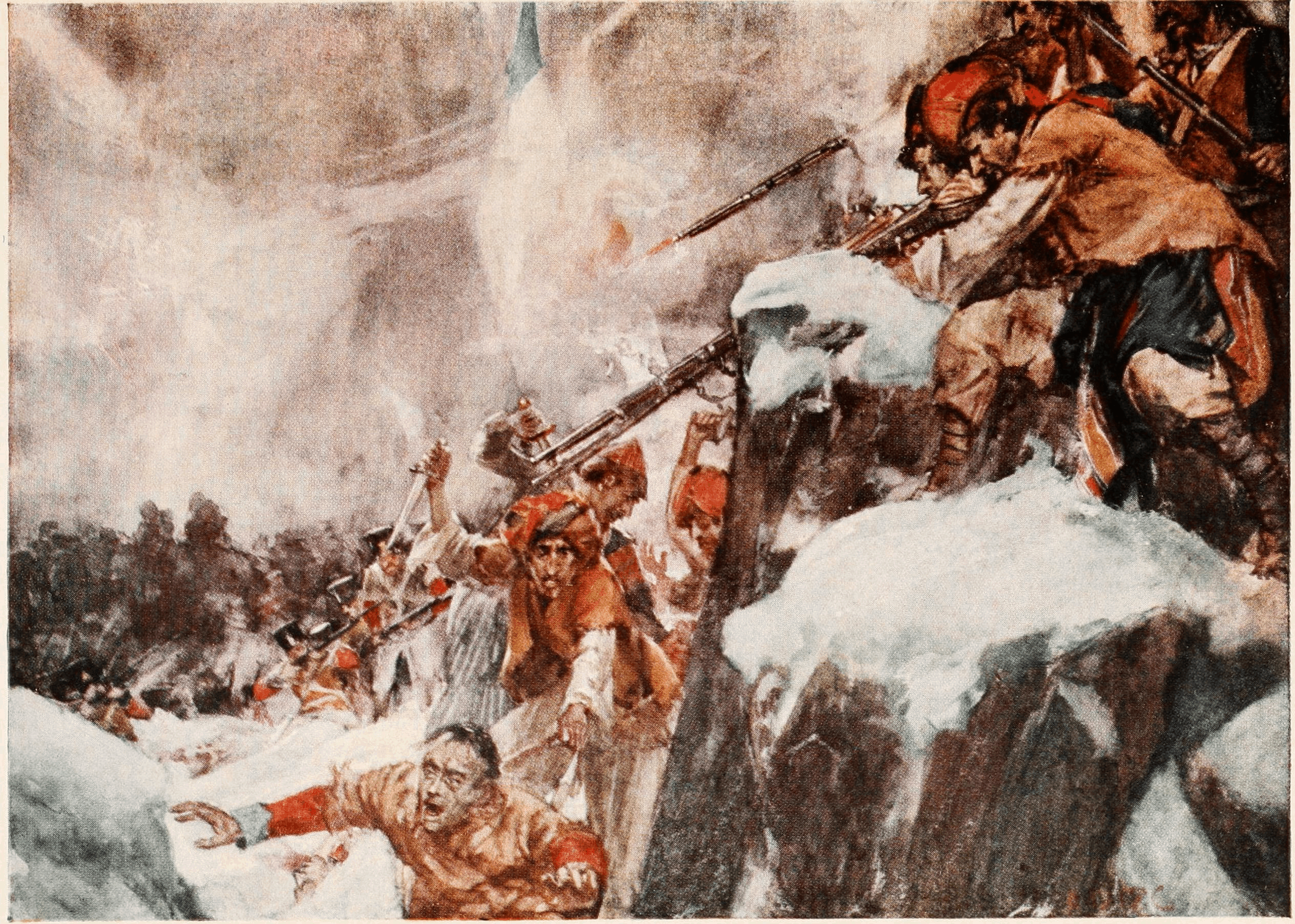
مذبحة جيش إلفينستون خلال الحرب الأنغلو-أفغانية الأولى عام 1842

الكَمِين هو عملية اختفاء مجموعة قتالية وقيامها بترصد هدف معادي متحرك أو ثابت لفترة قصيرة من أجل مهاجمته بشكل مفاجئ ومنسق انطلاقاً من مكان محمي ومحصن، مستفيدة من غزارة النيران ومزايا المكان وعنصر المباغتة.

## المعنى اللغوي
الكمين لغة من المَكْمَن وهو موضع يُختَفَى فيه ولايُفطَن له. «نَصَبُوا كَمِيناً لِلْعَدُوِّ: أَيْ مَكْمَناً لِلاِخْتِفَاءِ وَالتَّرَبُّصِ ليهاجموه في غفلة منه»، والكمين هو أيضا الشرك أو الْمِصْيَدَةُ، أو الفَخُّ. ويعني أيضاً اللَّبْس أَو الغموض في الأَمر. ويقال: «هذا أَمر فيه كَمِينٌ أي دَغَلٌ لا يُفْطَن».

## مصطلح الكمين

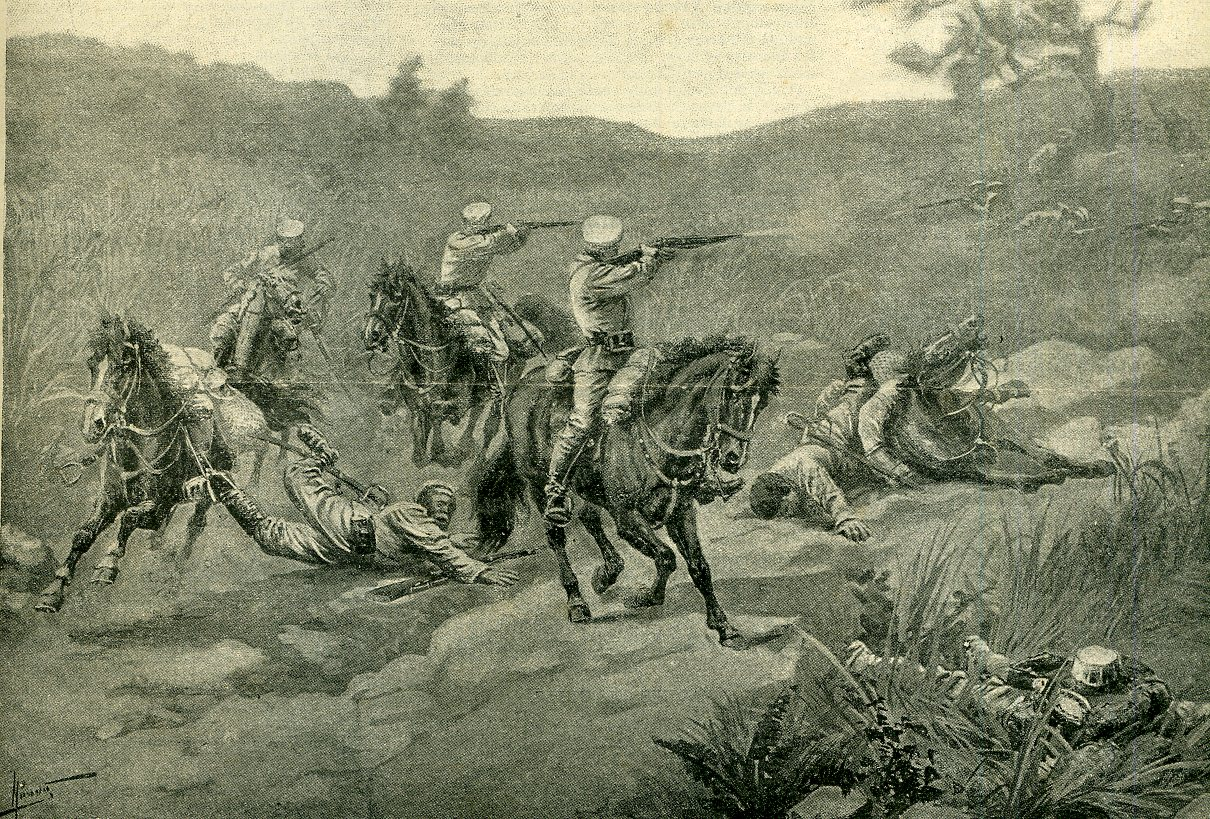
دورية روسية وقعت في كمين في منشوريا بالصين

والكمين اصطلاحاً هو عملية عسكرية، يقوم من خلاله أحد اطراف القتال بقطع الطريق على الخصم من مكان يختبئ فيه من خلال التمويه للانقضاض عليه ومحاربته بشكل مفاجيء. ويلعب عنصر المفاجأة دورا أساسيا في العملية بسبب ارتباك الطرف المتعرض للكمين وفقدانه لتماسكه المعنوي جراء الصدمة. وكثيرا ما يستخدم هذا الإجراء القتالي عند محاربة عدو متحرك كطابور مشاة أو نقل ميكانيكي متحرك أو رتل عسكري متنقل.
غالباً ما يتم نصب الكمائن في الحروب العسكرية لتحقيق نصر عسكري على الخصم المتفوق خطة أو عتاداً أو لكسب معركة على حسابه. وينجح الكمين إذا ما تم اختيار موقع تتوافر مزايا إضافية من حيث التغطية أو التمويه، في وقت يكون فيه الخصم في منطقة مكشوفة، ولديه حيز ضيق للحركة يحول دون تراجعه أوانسحابه السريع.

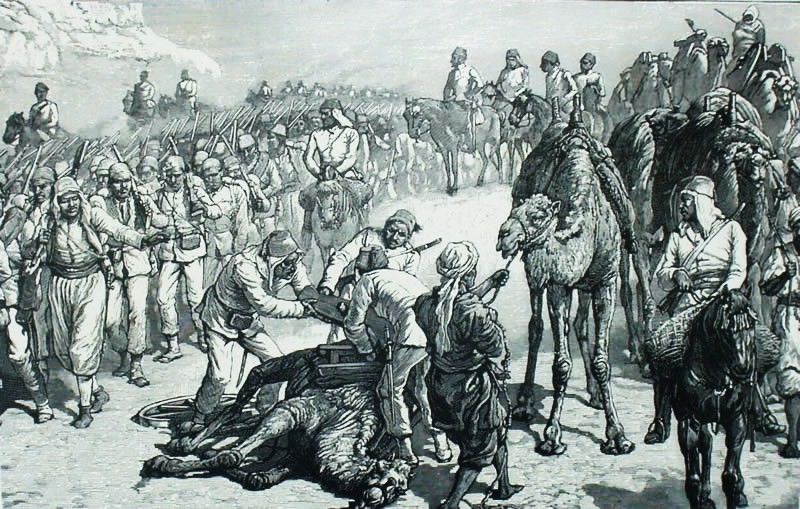
طابور لقوات هكس باشا المنهكة قبيل وقوعها في كمين بغابة شيكان، بالسودان

 ويعتبر الكمين بمثابة تكتيك حربي راسخ وغالبا ما يستخدم من قبل القوات غير النظامية وفي حرب العصابات ومن قبل الثوار في الحرب غير المتكافئة، بحيث يستفيد المعتدي (القوة الناصبة للكمين) من عملية الإختفاء وعنصر المفاجأة في الهجوم على العدو الغافل أو المنهك القوى، من مكامن أو مواقع خفية بين شجيرات كثيفة مثلاً أو وراء قمم تلال. وقد استخدمت الكمائن باستمرار على مر التاريخ، من العصور القديمة وحتى الحروب الحديثة.

## الأماكن المفضلة لنصب الكمائن
1. المناطق الوعرة التي تعرقل تحرك الآليات وتتيح عناصر الكمين سهولة الانسحاب دون مطاردة من الطرف الواقع في الكمين.
2. المناطق المغطاة كالغابات والأحراش.
3. المنطق المليئة بالموانع الطبيعية كالمستنقعات المائية بحيث تصعب المناورة بالآليات وتكون حركتها بطيئة.
4. المناطق شديدة الانحدار والتي تتخللها فجوات ومنعطفات.[1]